# 21 (ألبوم)
21 هو ألبوم الإستديو الثالث لفنانة الإنجليزية أديل. صدر في 24 يناير 2011، في معظم أوروبا، وفي 22 فبراير عام 2011 في أمريكا الشمالية، وسمي الألبوم على عمر أديل خلال إنتاج الألبوم. بدأت أديل كتابة 21 في أبريل من عام 2009، عندما كانت لاتزال في العلاقة التي ألهمتها لاحقًا في عملها على الألبوم. أشاد النقاد بالإنتاج المقلل من قيمته، والجمالية الممتازة، وأداء أديل الصوتي، تحدى 21 التوقعات التجارية المتواضعة لشركة التسجيل المستقلة إكس إل وحقق نجاحًا كبيرًا عام 2011. تصدر الألبوم قوائم الألبومات الأكثر مبيعًا في أكثر من 30 دولة وظهر في طبعة عام 2012 من موسوعة غينيس للأرقام القياسية.
على صعيد المملكة المتحدة أصبح 21 الألبوم الأكثر مبيعًا في القرن الواحد والعشرين ورابع أكثر ألبوم مبيعًا على الإطلاق، في حين صمد 23 أسبوع على قمة اللائحة الأسبوعية للألبومات الأعلى مبيعًا في المملكة المتحدة وهي تعتبر الفترة الأطول لفنانة منفردة. في الولايات المتحدة، بقي الألبوم في المرتبة الأولى لمدة 24 أسبوع، أطول من أي ألبوم آخر منذ عام 1985، والأطول لفنانة منفردة في تاريخ بيلبورد 200، وتم تصديقه كألبوم ماسي. وهو واحد من أفضل 100 ألبوم مبيعا في الولايات المتحدة. حازت 3 أغانٍ منفردة من الألبوم على 7 جوائز غرامي، وهويأتي في الترتيب الـ 29 في قائمة الألبومات الأكثر مبيعًا على الإطلاق، بحسب صحيفة بزنس إنسايدر. يعتبر الالبوم الأكثر مبيعاً في هذا العقد (حتى الآن) مع مبيعات تجاوزت 30 مليون نسخة عالمية.

## وصلات خارجية
- 21 على موقع ميتاكريتيك (الإنجليزية)
- 21 على موقع الموسوعة البريطانية (الإنجليزية)
- 21 على موقع أول موفي (الإنجليزية)

- الموقع الرسمي